# Тупольский, Прокофий Яковлевич
Прокофий Яковлевич Тупольский — советский хозяйственный, государственный и политический деятель, Герой Социалистического Труда.

## Биография
Родился в 1927 году в селе Вознесеновское. Член КПСС.
С 1942 года — на хозяйственной, общественной и политической работе. В 1942—1987 гг. — подпасок в колхозе, участник Великой Отечественной войны, в РККА, работник бригады чабанов, чабан племзавода «Советское руно» Ипатовского района Ставропольского края, выращивал от 146 до 152 ягнят на 100 овцематок, добился настрига 19,5 килограммов шерсти с одной овцы.
Указом Президиума Верховного Совета СССР от 6 сентября 1973 года присвоено звание Героя Социалистического Труда с вручением ордена Ленина и золотой медали «Серп и Молот».
Избирался депутатом Верховного Совета РСФСР 6-го созыва.
Умер 14 декабря 1997 года.